# Diplomatie du ping-pong

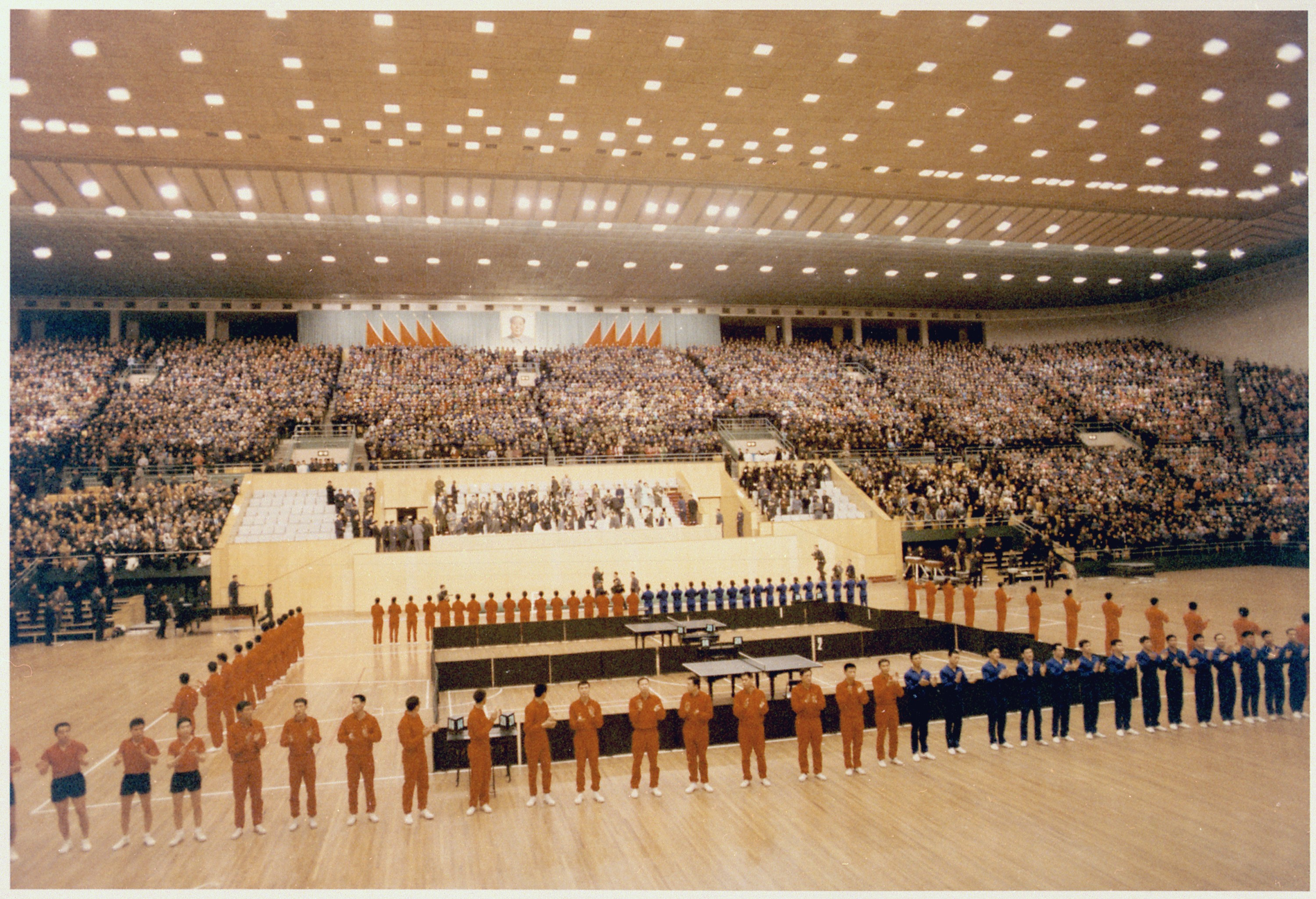
Exhibition de ping-pong à Pékin en 1972, avec la présence du président Nixon au cours de son voyage en Chine.

La diplomatie du ping-pong (en chinois 乒乓外交, Pīngpāng wàijiāo ; en anglais Ping-pong diplomacy) fait référence aux échanges de joueurs de ping-pong entre les États-Unis et la Chine dans les années 1970.
L'événement a ouvert la voie à un renouveau dans les relations sino-américaines à l'occasion de la visite du président américain Richard Nixon en 1972 en Chine.

## Historique
En 1971, l'équipe de tennis de table américaine se rend au Japon pour les 31es championnats du monde de tennis de table. À cette occasion, elle est invitée par ses homologues chinois à rendre visite à la Chine. Cette invitation est conforme à l'habitude de la République populaire de Chine de considérer le sport comme faisant partie intégrante de la diplomatie, à l'instar du slogan « L'amitié d'abord, la compétition après ». Le 12 avril, soit six jours après cette invitation et pour la première fois depuis 1949, l'équipe américaine, accompagnée de journalistes, foule le sol chinois. La rencontre a en fait d'abord été approuvée et facilitée par le Comité national des relations États-Unis-Chine. Avant cette visite, seuls onze Américains avaient en effet été accueillis sur le sol chinois et jamais pour des durées dépassant une semaine. Il s'agissait de membres des Black Panthers que la Chine considérait comme des ambassadeurs américains. Même si après l'élection présidentielle américaine de 1968 certains notables américains, tel que le sénateur Eugene McCarthy, avaient déjà exprimé leur volonté de visiter la Chine, les visites en Chine de citoyens américains restaient donc encore marginales.
Selon le joueur Tim Boggan, membre de la délégation américaine, trois étapes essentielles avaient préparé la visite. Dans un premier temps, le Gallois H. Roy Evans, qui fut par la suite président de la Fédération internationale de tennis de table (ITTF), a prétendu avoir visité la Chine avant les championnats du monde et a suggéré aux autorités sportives chinoises et au secrétaire général du Parti communiste chinois Zhou Enlai une voie diplomatique pour la Chine qui passerait par le sport à l'occasion de compétitions internationales. Puis, peu après, la Chine a profité du voyage de la championne américaine Leah "Miss Ping" Neuberger avec l'équipe nationale canadienne, invitée par la Chine, pour étendre l'autorisation de visa de Leah Neuberger à l'ensemble de l'équipe américaine.
La troisième étape, et probablement la plus importante, fut la rencontre entre le flamboyant joueur américain Glenn Cowan et le triple champion du monde chinois Zhuang Zedong. En 2007, Zhuang Zedong donnera plus de détails lors d'un entretien à l'Institut sur les relations Chine-États-Unis de l'USC. Ainsi, un soir au centre d'entraînement de Nagoya, lors des 31e championnats du monde, Glenn Cowan décida de prolonger son entraînement avec le joueur chinois, Liang Geliang. Ils jouaient depuis un quart d'heure lorsqu'un officiel japonais les invita à quitter les lieux pour fermeture. Cowan réalisa alors que le bus officiel de son équipe était parti sans lui. Le joueur chinois lui proposa alors de prendre le bus de l'équipe chinoise. C'est dans ce bus qu'il est présenté à Zhuang Zedong qui lui offre une étole de soie représentant le massif du Huangshan, produit réputé venant de la région du Hangzhou. Cowan, désirant lui rendre la pareille, ne trouve dans son sac qu'un peigne. Il lui dit alors : « I can't give you a comb. I wish I could give you something, but I can't. » (« Je ne peux pas vous donner un peigne. Je voudrais pouvoir vous donner quelque chose, mais je ne peux pas »). Au moment de quitter le bus, des photographes et des journalistes les attendaient. Dans le contexte politique des années 1960, un tel événement ne pouvait que retenir l'attention. Par la suite Glenn Cowan offrit à Zhuang Zedong un t-shirt aux couleurs rouge, blanc et bleu pour symboliser la paix. Quand un journaliste demanda à Cowan, « Mr. Cowan, would you like to visit China? » (« M. Cowan, aimeriez-vous visiter la Chine ? »), ce dernier répondit, « Well, I'd like to see any country I haven't seen before--Argentina, Australia, China, ... Any country I haven't seen before. »(« Eh bien, je suis toujours prêt pour découvrir un pays que je n'ai pas encore visité - Argentine, Australie, Chine, ... N'importe quel pays je n'ai pas déjà vu ») « But what about China in particular? (Et la Chine en particulier?) Would you like to go there? » (« Voulez-vous y aller?) » « Of course » (« Bien sûr »).
En 2002, dans une interview avec le célèbre animateur TV Chen Luyu, Zhuang Zedong donna plus de détails sur l'histoire : « The trip on the bus took 15 minutes, and I hesitated for 10 minutes. I grew up with the slogan 'Down with the American imperialism!' And during the Cultural Revolution, the string of class struggle was tightened unprecedentedly, and I was asking myself, 'Is it okay to have anything to do with your No. 1 enemy? » (Le voyage dans le bus a pris 15 minutes, et j'ai hésité pendant 10 minutes. J'ai grandi avec le slogan « A bas l'impérialisme américain! » et au cours de la Révolution culturelle, l'idée de la lutte des classes a été renforcée comme jamais, et je me demandais: « Est ce raisonnable d'être amis avec votre ennemi n°1 ? »). Zhuang s'est souvenu que le leader Mao Zedong avait rencontré Edgar Snow sur la place Tiananmen le jour de la fête nationale en 1970 et lui avait dit que la Chine avait des grandes espérances pour le peuple américain. Zhuang chercha dans son sac et en sortit tout d'abord quelques pins, des badges à l'effigie de Mao, des mouchoirs de soie et des éventails. Il a alors senti qu'il ne s'agissait pas de présents suffisamment honorables et a finalement opté pour une étole de soie représentant le massif du Huangshan. Le jour suivant, de nombreux journaux japonais ont relayé l'information de la rencontre en publiant les photos de Zhuang Zedong en compagnie de Glenn Cowan.
Quand le département chinois des affaires étrangères apprit que l'équipe américaine de ping-pong espérait être invitée à visiter la Chine, il refusa. Zhou Enlai et Mao Zedong avaient dans un premier temps désapprouvé l'idée, mais quand Mao Zedong vit l'information dans le Dacankao, un journal d'information destiné aux hauts-dignitaires du gouvernement, il décida d'inviter l'équipe américaine. Il aurait alors dit : « This Zhuang Zedong not only plays table tennis well, but is good at foreign affairs, and he has a mind for politics. » (« Ce Zedong Zhuang ne joue pas seulement bien au tennis de table, mais il est doué aux Affaires étrangères, et il a un fin esprit politique »). Le 10 avril 1971, neuf joueurs américains, quatre officiels et deux épouses de joueurs franchirent le pont entre Hong Kong et la Chine et firent des matchs exhibition pendant 7 jours du 11 au 17 avril, visitèrent la Grande Muraille et le palais d'été, et assistèrent à un ballet.
En février 1972, le président américain Richard Nixon se rend en Chine. Deux mois après cette visite, Zhuang Zedong se rend aux États-Unis en tant que chef de la délégation de ping-pong du 12 au 30 avril 1972. Il en profite pour rendre également visite au Canada, au Mexique et au Pérou. Cependant, les tentatives de la Chine de diplomatie du ping pong avec d'autres pays n'ont pas toujours été couronnées de succès. Ainsi l'Association de Tennis de Table Indonésienne (ATTI) a décliné l'invitation de la Chine en octobre 1971, sous prétexte que la Chine bénéficierait d'un regain d'image. Comme ni les athlètes ni les journalistes soviétiques n'apparurent en Chine à la suite de l'apparition des joueurs et journalistes américains on spécula sur le mépris identique des deux pays vis-à-vis de l'URSS.
Durant la semaine du 9 juin 2008, la diplomatie du ping-pong a été célébrée au cours d'un événement de trois jours qui s'est tenu à la bibliothèque présidentielle Richard Nixon à Yorba Linda en Californie.

## Dans la littérature et au cinéma
La diplomatie du ping-pong est évoquée dans le roman Forrest Gump de Winston Groom, paru en 1986, ainsi que dans le film Forrest Gump qui en est adapté, sorti sur les écrans en 1994.